# 東アジア・アセアン経済研究センター
東アジア・アセアン経済研究センター（ひがしアジア・アセアンけいざいけんきゅうセンター、英: Economic Research Institute for ASEAN and East Asia, ERIA）は、東アジアの経済統合に資する政策研究および政策提言活動を実施することを目的として、東アジア16か国（ASEAN加盟10か国、日本、中国、韓国、インド、オーストラリア、ニュージーランド）の首脳の合意に基づき、2008年にインドネシア・ジャカルタに設立された国際機関である。
ERIAはASEAN事務局、東アジア16か国の研究機関と密接に連携しながら、「経済統合の深化」「経済格差の是正」「持続的経済発展」を主要な3つの柱として地域の政策研究を行い、東アジアサミットやASEANサミット、経済閣僚会議等を通じて各国首脳・閣僚らに対し、政策研究の成果を踏まえた政策提言を実施するなど将来の東アジア共同体の構築に向けた知的貢献とシェルパ国際機関の機能を果たしている。ペンシルバニア大学が実施している2019年の世界シンクタンクランキング「2019 Global GoTo Think Tank Report - Top 50 International Economic Policy Think Tanks」ではERIAは国際経済学の分野において世界13位（東南アジア1位）にランキングされている。

## 設立
2007年11月21日にシンガポールで開催された第3回東アジアサミット（East Asia Summit: EAS）において、EAS各国首脳（ASEAN 加盟10か国、日本、中国、韓国、インド、オーストラリア、ニュージーランド）がERIA の正式設立に合意した。2008年6月3日、ERIA設立理事会がインドネシア・ジャカルタのASEAN 事務局で開催され、ERIA が正式に設立された。2008年12月30日には、ASEAN 事務局とインドネシア政府間でERIAを国際機関として位置づける正式合意が成立した。設立の準備には、2006年に経済産業省からの受託事業の形式で、アジア経済研究所が「東アジア大の経済諸制度の調和に向けた調査委託事業」を担当し、その枠で参加16か国（ASEAN10か国、日中韓、オーストラリア、ニュージーランド、インド）の研究機関との会合を行い、ERIAの基本構想や研究プロジェクト案を策定した 。法人格獲得前の予算管理や要員派遣のほか、日本側の研究プロジェクトおよび他国の研究プロジェクトのコーディネートを同研究所およびジェトロが行った。こうしたERIAへの支援のため、アジア経済研究所とジェトロ本部にまたがる部門として、ERIA支援室が設置されている。

## 沿革
- 2006年4月、経産省が「グローバル経済戦略」において「東アジア版OECD」の必要性を提起。
- 2007年1月、第2回東アジアサミット（於セブ）にてERIA設立を正式に提案。東アジア地域の全ての首脳から歓迎。
- 同年5月、ERIA事業開始。パイロット・プロジェクト（研究事業、能力向上事業）を開始。
- 同年8月、第14回日ASEAN経済大臣会合にてASEAN事務総長から準備状況を報告。11月東アジアサミットでの正式設立を目指す旨確認。
- 同年11月、第3回東アジアサミット（於シンガポール）にて正式設立が承認。
- 2008年6月3日、ERIA設立総会を開催、正式発足。
- 同年12月30日、国際機関性の承認。
- 同年2月24日、研究機関ネットワーク（16か国で構成）とのMOU締結

### ERIA設立合意
- 2007年11月21日に開催された第3回東アジアサミット（ASEAN10か国・日中韓印豪NZ）にて、日本からの提案に基づき、東アジア全ての首脳がERIAの正式設立に合意。

第3回東アジアサミット議長声明・抜粋（パラグラフ13）
私達はASEAN事務局に一時的に設置される東アジア・アセアン経済研究センター（ERIA）の設立に合意する。東アジアサミット諸国の戦略的利益に資する研究テーマを扱う専門家グループによる政策提言を歓迎する。専門家グループに対し、研究活動を継続するよう奨励し、また、更なる地域統合、東アジアの連携強化のための実践的な政策提言を期待する。

### 設立理事会
- 2008年6月3日、ASEAN事務局にて、東アジア16か国の理事の参加を得て開催。

設立宣言概要
1. 東アジア・アセアン経済研究センター（ERIA）は、当面の間、アセアン事務局に設置される。
2. ERIAは、独立した研究機関として、政策立案プロセスと強固な紐帯を維持しつつ、首脳会合、閣僚会合等における政策ニーズを満たす具体的な政策提言を行う。
3. ERIAは、高い研究水準を堅持し、産官学の3者により政策を議論し、さらに、市民社会との相互理解を構築する場を提供する。
4. ERIAは、域内の格差を是正し、発展途上の国における政策立案・研究能力の向上を図る。
5. ERIAは、ASEAN及び東アジア地域の公共財として、経済分野の研究の共通プラットフォームを構築するとともに、世界の優れた研究機関や国際機関との協力を促進し、地域の経済統合を世界に向けて開かれたものにする。

### 国際機関性の承認
- 2008年12月30日、東アジアサミットの事務局としてのASEAN事務局と、インドネシア政府間で、ERIAを国際機関として位置づける正式合意が成立。免税措置その他の外交特権の付与の根拠が確立。

### 東アジアサミットにおける議長声明
第7回東アジアサミット（2012年11月20日）（抜粋）
- 私達首脳は、貿易、投資、経済統合、中小企業振興、人材育成、インフラ整備、連結性、エネルギー、環境境問題などの幅広い政策分野をカバーし、３つの柱、すなわち「経済統合の深化」「開発格差の是正」「持続可能な発展」の下で東アジア経済統合に向けた地域の取組みに対して有益な提言を提供してきた東アジア・アセアン経済研究センター（ERIA）の役割の重要性を強調する。
- 私達首脳は、ERIA主催のシンポジウム「より統合された、競争力、衡平性、かつ強靭性のあるASEAN共同体の実現」の報告書ならびにERIAの提言書「プノンペンイニシアティブ」を感謝をもって歓迎する。 これは、ASEAN内およびASEAN加盟国間の開発格差を是正し、2015年にASEAN共同体を実現するための「プノンペンアジェンダ」の重要な要素を展開するためのASEANの更なる課題に対して重要戦略を定めるものである。
- 私達首脳は、2012年6月に発出された第5回ERIA理事会宣言ならびにERIAの活動計画を歓迎する。これは、東アジア統合の利点を最大化し、一般国民にもたらしていくための協議・協力・合意を通じてコミュニティ構築の取組みを強化する研究・政策提言を実行していくものである。また、研究と政策提言を通じて、ASEAN・東アジアの首脳会議（サミット）の活動に対する継続的な支援を行うERIAを奨励する。

### 各国からの拠出金
- 以下の各国からERIAに対し、拠出金の表明がなされた。
  -  ニュージーランド：2009年6月26日：ニュージーランドから
  -  インド：2009年10月25日：インドから
  -  オーストラリア：2009年11月13日：オーストラリアから
  -  ブルネイ カンボジア インドネシア ラオス マレーシア ミャンマー フィリピン シンガポール タイ ベトナム：2011年11月19日：ASEAN10か国から拠出する旨の表明。

## 組織
本部
- 本館：Mezzanine Floor, the ASEAN Secretariat 70A, Jalan Sisingamangaraja, Jakarta Selatan 12110, Indonesia
- 別館：Sentral Senayan 2, 6th Floor, Jalan Asia Afrika no.8, Gelora Bung Karno, Jakarta Pusat 10270, Indonesia

### 理事会
最高意思決定機関。16か国の代表である産・学・官のハイレベル有識者に、ASEAN事務総長を加えた17名で構成される。
- ブルネイ：アスラル・アドライン・アフマッド（首相府経済企画庁企画局長）
- オーストラリア：ジェームス・バクスター（外務貿易省第一次官補）
- カンボジア：ロス・セイラバ（国務次官、カンボジア最高国家経済評議会（SNEC）委員）
- 中国：張蘊嶺（中国社会科学院学部委員 、国際問題研究学部教授）
- インド：ロハン・シャー（最高裁、ボンベイ高裁弁護士）
- インドネシア：マリ・エルカ・パンゲストゥ（インドネシア戦略国際研究所（CSIS）理事、元インドネシア商業大臣）
- 日本：榊原 定征（経産省参与、前経団連会長）
- 韓国：權泰申（韓国経済研究所（KERI）所長、元首相府付大臣）
- ラオス：リーバー・リーバーパオ（ラオス国立経済研究所副所長）
- マレーシア：ルクマン・ハキム・アリ（国際通商産業省事務次官）
- ミャンマー：セット・アウン（計画財務省副大臣）
- ニュージーランド：アラン・ボラード（ビクトリア大学ビジネススクール実務教授、元APEC事務局長、元ニュージーランド準備銀行総裁）
- フィリピン：エイドリアン・クリストバル（議長）（元貿易産業省大臣）
- シンガポール：バリー・デスカー（ラジャラトナム国際関係研究大学院特別フェロー）
- タイ：サコン・ヴァラニュワタナ（元商務省副大臣）
- ベトナム：トラン・チー・ホン・ミン（ベトナム中央経済管理研究所（CIEM）所長）
- ASEAN事務局：リム・ジョク・ホイ（ASEAN事務総長）

### 研究機関ネットワーク
2009年2月24日、東アジア域内（16か国）の国に在する各国を代表する研究機関とのMOUが締結。
- オーストラリア：オーストラリア国立大学クロフォード校（ANU）
- ブルネイ：ダルサラーム政策戦略研究所（BDIPSS）
- カンボジア：カンボジア協力平和研究所（CICP）
- 中国：中国社会科学院アジア太平洋研究所（CASS）
- インド：発展途上国研究情報システム（RIS）
- インドネシア：インドネシア戦略国際問題研究所（CSIS）
- 日本：日本貿易振興機構アジア経済研究所（IDE/JETRO）
- 韓国：対外経済政策研究院（KIEP）
- ラオス：ラオス国立経済研究所（NERI）
- マレーシア：マレーシア戦略国際問題研究所（ISIS）
- ミャンマー：ヤンゴン経済大学（YIE）
- ニュージーランド：ニュージーランド経済研究所（NZIER）
- フィリピン：フィリピン開発研究所（PIDS）
- シンガポール：シンガポール国際問題研究所（SIIA）
- タイ：タイ開発研究所（TDRI）
- ベトナム：ベトナム中央経済管理研究所（CIEM）

### 学術諮問会議
東アジア域内の指導的な学術研究者7名により構成され、研究成果の評価、研究事業計画への助言を行う。
- ハンク・リム/議長（シンガポール国際問題研究所上席フェロー）
- ピーター・ドライスデール（オーストラリア国立大学名誉教授）
- ゲリー・ホーク（ニュージーランドウェリントン・ビクトリア大学政策大学院長）
- プレヴィン・クマール・アガルワル（インドエネルギー支援研究所事務局長）
- 張宇燕（中国アジア太平洋研究所所長）
- 深尾京司（日本アジア経済研究所所長）
- シャンカラン・ナンビアール（マレーシア経済研究所上級フェロー）

## 主な事業
ERIAの事業は主に政策研究、政策普及、政策提言に分けられる。

### 政策研究
「経済統合の深化」「経済格差の是正」「持続的発展」を主要な3つの柱と位置づけ、調査・研究を行っている。
貿易・投資促進、インフラ開発、産業開発、経済連携協定、イノベーション、エネルギー・環境問題等、多岐に渡っている。東アジア経済統合に向けたERIAの政策研究として、2010年10月の第17回ASEANサミットにおいて承認されたASEAN連結性マスタープラン（Master Plan on ASEAN Connectivity:以下MPAC）と第5回東アジアサミットにおいて承認されたアジア総合開発計画（Comprehensive Asia Development Plan:以下CADP）がある。ASEAN連結性マスタープランは、主にASEAN内のインフラ整備について、現状の課題及び将来の戦略、財源及び推進体制について計画を定めたものであり、ERIAはその原案作成作業に深く関与し、現状の課題及び将来の戦略の立案・執筆を支援した。CADPは、2009年6月の東アジアサミット共同声明を受けて策定を開始した。ASEAN及びその周辺地域について、最新の経済理論に基づき、地域全体の視点からインフラ経済効果と各地方の特性に応じた経済開発プランを詳細に分析し、さらに695件のインフラ整備プロジェクトにつき優先順位を提案した（総額3,900億米ドル）。MPAC及びCADPについては、その早急な実施が課題であり、ASEANにおいては、ASEAN連結性調整委員会が発足し、MPACの実施を推進している。MPACにおいて、ERIAは世界銀行やアジア開発銀行と並ぶ支援機関として位置づけられており、両計画に挙げられた優先プロジェクトについてフォローアップを実施している。

#### 経済統合の深化
ERIAは、経済統合深化のため、地域のビジネス共同体との連携におけるビジネス環境の向上、及び貿易・投資の自由化と促進を通じた政策研究を行い、ASEAN経済共同体ブループリントの実行の具体化を加速し、それを更に具体的、明確かつ適したものにしていくため、ASEAN事務局をサポートしていく。 更に、経済状態を評価するためのデータを提供し、マクロ経済地域政策協力を促進するメカニズムを設立する。
- AECブループリントの実行促進のための政策提言を提供すると共に、実行状況と目標設定の差を査定しながら、中間レビューのための支援研究を行う。また、グローバル取引のハブとしてのASEANの機能に焦点を当て、サービス分野に注目する。
- AECスコアカードの更なる効率性と有用性向上のため、その方法論の向上をサポートし、ビジネスや学界を含むAECブループリントの進捗状況を推定するためのベンチマーク指標の開発を継続する。
- ASEAN加盟国を含む、既存のASEAN+1FTA/EPAや キーとなる二国間FTA/FTAsの包括的な調査を実行し、より広い地域のFTA/EPAsの適切な戦略を検討するための分析基礎をASEANに提供し続ける。また、ASEANプラスワーキンググループ活動のための必要な支援の提供も行う。
- ASEAN共同体設立を実現するため、環太平洋戦略的経済連携協定（TPP）を含む同様の取極めの効果について研究を行う。
- AECという枠組を越えて、共通の貿易救済の規制に向けてASEAN経済共同体のロードマップを実施する状況下で、ASEAN加盟国間の貿易救済措置の規制の違いに焦点をあてるための研究を拡大する。
- 外部ショックに対処することができるように、高頻度でマクロ経済の状況を見られるための分析システムを考案する。
- 地域統合を促進するため、ICT政策及び電子商取引に係る研究を実施する。

#### 経済格差の是正
域内のコネクティビティー、成長の最大化、内需の拡大などを包括的に扱うアプローチにより、経済統合の深化と同時に経済格差是正を追求する。今年は、様々なインフラ関連計画の実行と、一般大衆向け、特に中小企業に対して地域統合のメリットをもたらす問題を考える。
- 主要な優先プロジェクト、すなわちASEAN連結性マスタープラン（MPAC）、アジア総合開発計画（CADP）、ASEAN戦略交通計画（ASTP）の実施のための分析支援と知的資源を詳細なフィージビリティスタディ、PPP（英語版）のための適切なプロジェクト形成方法に関するサポートの提供という形で提供し、援助機関に対して資金の移動を慫慂する。また、教育機関や政策立案者と協力し、PPPプロジェクトのためのマイスターを育成する人材育成のメカニズムを構築することとし、このための特別会計を設立する。
- 特に技術移転に焦点を当て、地域の強力な開発のダイナミズムを醸成する中小企業をアップグレードすることによって、地域における主要なクラスター内のイノベーションを促進するための分析評価を提供する。

#### 持続的な経済発展
ERIAは、地域における持続可能な開発を達成するために、新たな開発戦略を考え出すための学際的な努力をサポートする。これには、輸出に頼らない新たな開発戦略（内政的成長）、グリーン開発戦略、地域のエネルギー市場の持続性と予測可能性を向上するための様々な分析活動を考案するような問題を含む。
- 地域のバイオ燃料市場とエネルギー市場統合の研究を含む、エネルギー効率化と省エネ、バイオ燃料利用等に関する政策提言を提供しながら、EASエネルギー大臣会合や他の関連する政策フォーラムの様々なワークストリームの支援を継続する。
- 地域のエネルギー安全保障を向上させるための地域協力を強化するため、共通のベンチマークの設定と政策提言を通じた、エネルギー安全保障政策の定量的評価に関する研究を行う。
- 地域産業の競争力を強化するための利点として、環境問題を考慮した生産ネットワークの開発に焦点を当て、UNIDO（国連工業開発機関）と地域内の他の研究機関と協力して、グリーン開発戦略の研究を開始する。今年は、化学物質管理と3R政策の研究に加えて、グリーン戦略に関連する現状調査の取組に主たる焦点を置く。
- 既存のキャッチアップ型の開発に代わる新たな開発戦略を考える。現地の社会的支援システムやPPP等を含む持続可能な健康管理システムを考慮に入れたアジア式社会安全保障ネットの設立に向けた研究を継続する。 また、マイクロファイナンスやマイクロ健康保険のような、包括的な成長の問題を考慮する。

### 政策普及
途上国の政策研究能力向上を目的としたキャパシティ・ビルディング事業や研究内容の普及と域内の産学官の幅広い関係者の意見交換の促進を目的とした各国においてシンポジウム、セミナー事業を実施している。

#### キャパシティ・ビルディング事業
経済統合に必要なリーダーを育成し、CLMV及びその他東アジア地域における新興国の発展に必要な知的基盤を確立するには、政策立案者、行政官、研究者およびビジネスマネージャーの幅広い能力の向上が重要である。このため、域内の研究機関との協力なパートナーシップを活用し、人材育成事業を引き続き実施する。また、東アジア地域における未来のリーダーのためのスカラシップ事業も継続する。

#### シンポジウム・セミナー事業
域内における共同体意識を醸成し、利害関係者からのインプットを求め、ERIAの調査研究の理解・普及促進を目的に、セミナー及びシンポジウムを開催する。東アジア域内の他、アメリカ及びヨーロッパなど、域外の先端研究機関とも協力し、各種共同シンポジウム・セミナーを開催する。

### 政策提言
ASEANサミット、東アジアサミット等の場を活用して、各国首脳・閣僚を含む政策担当者に対し、政策研究の成果を踏まえた政策提言を行い、東アジア地域の統合に向けた各国の取組みと政策協調を促している。2012年11月18-20日にかけてカンボジア・プノンペンにてサミット関連会合が開かれ、ERIAは第21回ASEANサミット（プレナリーセッション）、第7回東アジアサミット（プレナリーセッション）を初めとするサミット関連会合に出席し、以下4つの報告書をサミットに提出した。
- ASEAN経済共同体（AEC）ブループリント中間評価報告書（Integrativeレポート/Countryレポート/Executive Summary）
- 格差是正のためのプノンペンイニシアチブ
- アジア総合開発計画（CADP）3に向けて:地域連結性、CADPとミャンマー総合開発ビジョン（MCDV）
- カンボジア王国政府-ERIA-ハーバード大主催シンポジウム「より統合された、競争力、衡平性、かつ強靭性のあるASEAN共同体の実現」からの成果・提言書

第7回東アジアサミットならびに第21回ASEANサミットの議長声明においてはそれぞれ6段落と4段落にわたり、各国首脳はERIAの諸活動についてその貢献を称賛し、とりわけ、AECコミットメントの実現を促進するAECブループリント中間評価報告書の提言ならびに2015年のASEAN共同体を実現するためのプノンペンアジェンダを展開するにあたり課題となっているASEANの政策に対する重要戦略を定めたプノンペンイニシアティブの提言を評価した。また、今後も研究と政策提言を通じて、ASEAN・東アジアの首脳会議（サミット）の活動に対する継続的な支援を行うERIAを奨励した。その前年2011年11月バリで開催された第6回東アジアサミットでは東アジア総合開発計画（CADP）の進捗状況を報告、また、ERIAは2015年のASEAN経済共同体設立（AEC）に向けたブループリントの実施状況のフォローアップも行っており、同サミットの関連会合においてその進捗報告も行った。2011年11月に開催された第19回ASEANサミットでは、政治安全保障共同体、経済共同体、社会文化共同体の3つの柱にわたって166段落の議長声明を発出したが、この中でASEAN各国首脳はERIAの諸活動について6段落においてその貢献を賞賛した。また、11月19日の第6回東アジアサミットの議長声明においても2つの段落でERIAの活動が評価された。今後もERIAはASEAN事務局及び東アジア各国政府との更なる密接な連携及び域内外の研究機関等の協力を踏まえ、東アジアサミット等の東アジア各国の政策フォーラムに具体的な政策提言を行う国際機関として、CADPやMPACの実施等の東アジア経済統合に向けた政策研究を実施し、実用的な政策提言を行っていくことが期待されている。